# Landscape Arch

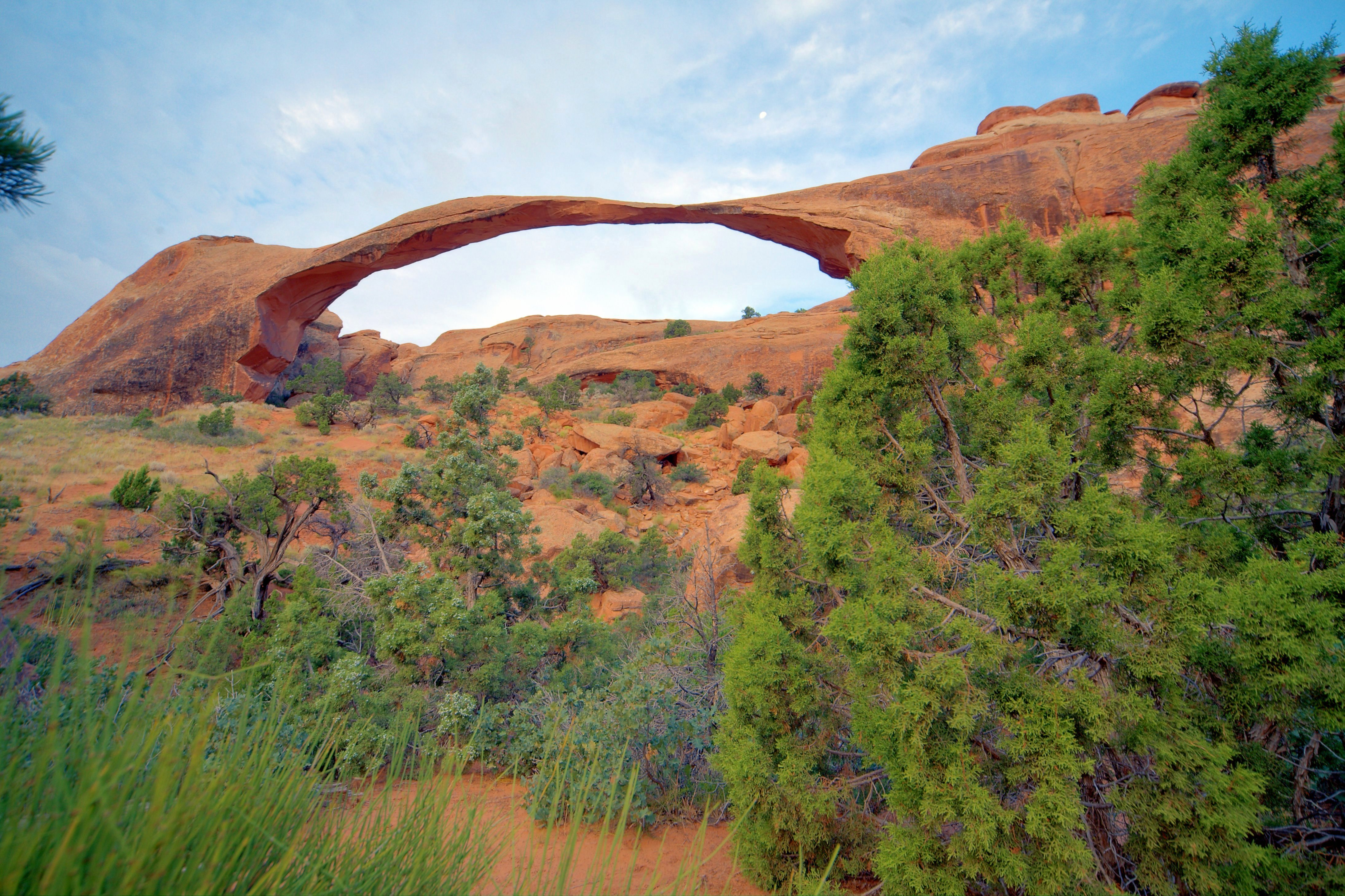
Landscape Arch

Landscape Arch – jeden z największych wolno stojących, naturalnych łuków skalnych na świecie. Znajduje się w stanie Utah w Stanach Zjednoczonych, w północnej części Parku Narodowego Arches znanej jako Devil’s Garden.
Dokładna rozpiętość zbudowanego z piaskowca łuku budzi pewne kontrowersje i zależy od metody pomiarów. Niektóre źródła, w tym również National Park Service, podają jego długość nawet jako 93 metry na podstawie pomiarów dokonanych w latach 80. XX wieku, jednak nie była to rozpiętość mierzona w poziomie. Na tej podstawie czasami bywa określany jako najdłuższy naturalny łuk skalny na świecie, o które to miano rywalizuje z łukiem Kolob Arch położonym również w Utah na obszarze Parku Narodowego Zion, którego długość według niektórych źródeł wynosi 95 metrów. Jednak najnowsze pomiary wykonane w 2004 roku przez The Natural Arch and Bridge Society wyznaczyły rozpiętość łuku na 88 m, o metr więcej niż Kolob Arch. W związku z tym Landscape Arch jest obecnie uważany przez The Natural Arch and Bridge Society za najdłuższy naturalny łuk skalny na świecie.
Landscape Arch znajduje się w stosunkowo łatwo dostępnej części parku. Z parkingu do punktu widokowego, z którego dobrze widać łuk, prowadzi dobrze utrzymany i często zatłoczony szlak pieszy o długości około 3,2 km w obie strony. Przejście nim do łuku i z powrotem zajmuje przeciętnie od 30 do 60 minut. W przeszłości istniał również szlak, który prowadził bezpośrednio pod łukiem, jednak 1 września 1991 roku z łuku odpadł blok skalny o wielkości 22 m. Podobne wydarzenia miały miejsce 5 oraz 21 czerwca 1995 roku. Na skutek tych wydarzeń National Park Service postanowił zamknąć szlak przechodzący pod łukiem ze względu na bezpieczeństwo turystów. Obecnie Landscape Arch w najwęższym miejscu ma zaledwie około 2 metry grubości i istnieje ryzyko, że może ulec zawaleniu.